# Wright R-2600 Twin Cyclone
«Райт R-2600 Твін Циклон» (англ. Wright R-2600 Twin Cyclone) — 42,7-літровий, дворядний, 14-ти циліндровий, поршневий, радіальний авіаційний двигун з повітряним охолодженням виробництва американської компанії Wright Aeronautical. Використовувався на літаках різного типу у 1930-х — 1940-х роках.

## Застосування
- Boeing 314 Clipper
- Brewster SB2A Buccaneer
- Curtiss SB2C Helldiver
- Douglas A-20 Havoc
- Douglas B-23 Dragon

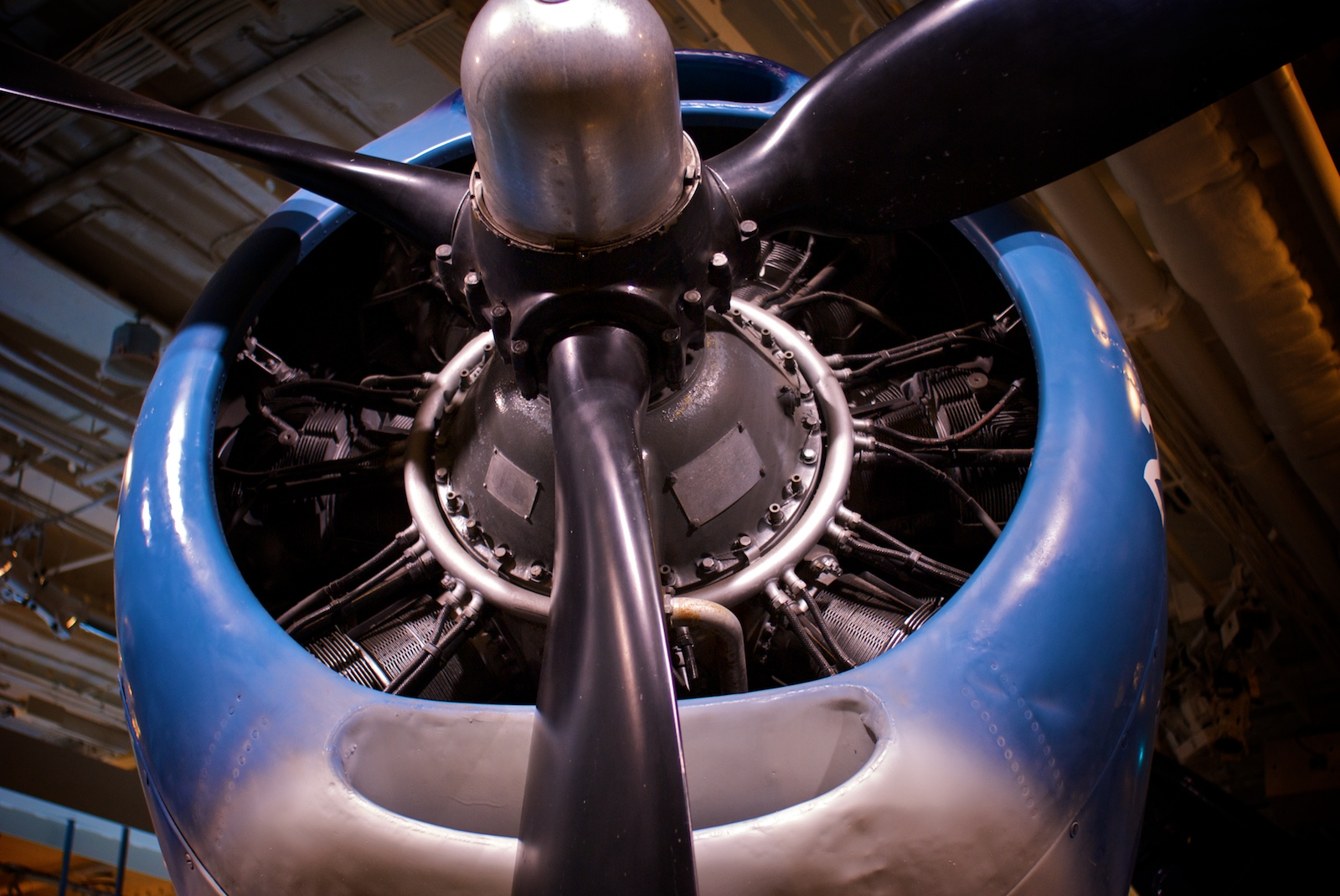
TBM-3E Avenger з двигуном R-2600 Twin Cyclone

- Grumman F6F Hellcat (XF6F-1 & -2 лишень прототипи, до квітня 1942)
- Grumman TBF Avenger
- Lioré et Olivier LeO 451
- Martin Baltimore
- Martin PBM Mariner (перші версії)
- Miles Monitor
- North American B-25 Mitchell
- Vultee A-31 Vengeance

## Варіанти двигуна
- R-2600-1 — 1 600 к.с. (1 194 кВт)
- R-2600-3 — 1 600 к.с. (1 194 кВт)
- R-2600-6 — 1 600 к.с. (1 194 кВт)
- R-2600-8 — 1 700 к.с. (1 268 кВт)
- R-2600-9 — 1 700 к.с. (1 268 кВт)
- R-2600-12 — 1 700 к.с. (1 268 кВт)
- R-2600-13 — 1 700 к.с. (1 268 кВт)
- R-2600-19 — 1 600 к.с. (1 194 кВт), 1 660 к.с. (1 237 кВт)
- R-2600-20 — 1 700 к.с. (1 268 кВт), 1 900 к.с. (1 420 кВт)
- R-2600-22 — 1 900 к.с. (1 420 кВт)
- R-2600-23 — 1 600 к.с. (1 194 кВт)
- R-2600-29 — 1 700 к.с. (1 268 кВт), 1,850 hp (1,380 kW)
- GR-2600-A5B — 1 500 к.с. (1 118 кВт), 1 600 к.с. (1 194 кВт), 1 700 к.с. (1 268 кВт)
- GR-2600-A71 — 1 300 к.с. (969 кВт)
- GR-2600-C14 — 1 750 к.с. (1 304 кВт)